# 上野速人
上野 速人（うえの はやと、1973年2月2日 - ）は、NHKのエグゼクティブアナウンサー。

## 人物
桐蔭学園高等学校、東京大学教育学部卒業後、1996年入局。
ニュースの最後に「皆さまに今日も何か良いことがありますように」などワンフレーズ入れることがある。
夕方のニュース番組「ニュースLIVE! ゆう5時」において、注射が苦手であることを公表する（2022年10月18日）。
2023年2月2日付でエグゼクティブアナウンサー（局次長級、局長級、理事待遇）に昇格。

## 担当番組
太字は、現在担当中の番組

### 熊本放送局時代（1度目）（1996年度 - 1999年7月）
- 熊本県のニュース・中継・リポート

### 福島放送局時代（1999年8月 - 2002年7月）
- 福島県のニュース・中継・リポート

### 札幌放送局時代（2002年8月 - 2007年7月）
- さわやか自然百景（札幌放送局制作回ナレーション・2005年度 2006年度）

### 東京アナウンス室時代（1度目）（2007年8月 - 2010年7月）
- 北京パラリンピック（ダイジェスト実況）
- バンクーバーパラリンピック（アイススレッジホッケー決勝＜アメリカ－日本＞の実況）
- NHKニュースおはよう日本（2008年9月6日・7日）- 豊原謙二郎のスポーツキャスター代行

### 福岡放送局時代（2010年8月 - 2015年7月）
- Bizスポ＆Bizスポワイド（2011年1月4日 - 7日） - 與芝由三栄のキャスター代行
- 博多祇園山笠2014 進行（2014年7月15日早朝）
- おはよう九州沖縄（隔週）
- はっけんラジオ

### 東京アナウンス室時代（2度目）（2015年8月 - 2017年7月）
- 各種スポーツ中継

### 熊本放送局時代（2度目）（2017年8月 - 2020年7月）
- 熊本県のニュース・中継・リポート

### 函館放送局時代（2020年8月 - 2022年7月）
- ほっとニュース北海道 - 道南ローカル
- ほっとニュース函館（キャスター：2022年4月 - 7月[1]）
- 北海道まるごとラジオ どどんと道南

### 東京アナウンス室時代（3度目）（2022年8月 -2023年3月）
- 各種スポーツ中継（プロ野球、高校野球、MLB、競馬、バスケットボール、ボウリングなど）
- ニュース - テレビ・ラジオとも不定期で担当
- 地方局への出張（ローカルニュースの担当）
  - 甲府放送局 - 2022年11月16日 - 18日
  - 長野放送局 - 2022年8月16日 - 17日
  - 広島放送局
    - ひろしまニュース845 - 2022年8月4日
    - ラジオおはよう中国、広島県内・中国地方のニュース・気象情報 - 2022年8月5日
- 今日は一日“花の82年組”三昧 - Mクリス松村と共にMC（2022年12月30日）
- ニュースLIVE!ゆう5時 - リポーター代行（2022年10月18日、2023年2月15日）

### ラジオセンター時代（2023年4月 - ）
- マイあさ! （スポーツキャスター：2023年4月3日 - 2025年3月28日）
- ひるのいこい（司会：2023年4月3日 - 2025年3月28日）
- ラジオでスラムダンク!　(司会：2023年5月27日)
- ラジオでスラムダンク!2　(司会：2024年2月12日)
- マイあさ!（キャスター）（2025年3月31日 - ）

## 同期のアナウンサー
住吉美紀（退職→フリーアナウンサーとして活動中）・安田真一郎・中條誠子・鈴木聡彦・村上由利子・伊東敏恵 他